# Phil Whitlock
Philip „Phil“ Whitlock (* 28. Februar 1962 in Belfast, Nordirland) ist ein ehemaliger englischer Squashspieler.

## Karriere
Phil Whitlock begann seine professionelle Karriere Mitte der 1980er-Jahre und war bis 1995 auf der PSA World Tour aktiv. In dieser Zeit gewann er einen Titel auf der Tour, 1993 in Kanada. Seine höchste Platzierung in der Weltrangliste erreichte er mit Rang acht im Januar 1994. Im selben Jahr qualifizierte er sich das einzige Mal für die PSA Super Series Finals, wo er in der Gruppenphase scheiterte. Mit der englischen Nationalmannschaft nahm er 1993 an der Weltmeisterschaft teil und belegte den dritten Rang. Bei Europameisterschaften gewann er mit der Nationalmannschaft 1988, 1993 und 1994 den Titel.
Zwischen 1987 und 1995 stand er achtmal in Folge im Hauptfeld der Einzelweltmeisterschaft. Sein bestes Resultat war dabei das Erreichen das Achtelfinals, was ihm 1993 und 1994 gelang. Er schied 1993 gegen Peter Marshall, 1994 gegen Jansher Khan aus. 1993 gewann er die britische Meisterschaft.
Phil Whitlock ist aktuell Trainer seiner Tochter Emily Whitlock, die ebenfalls als Squashspielerin aktiv ist.

## Erfolge
- Europameister mit der Mannschaft: 3 Titel (1988, 1993, 1994)
- Gewonnene PSA-Titel: 1
- Britischer Meister: 1993